# 內政部移民署宜蘭收容所
內政部移民署宜蘭收容所，簡稱宜蘭收容所，俗稱宜蘭靖廬或羅東靖廬，位於宜蘭縣冬山鄉，負責收容非法及逾期居留之外國人（包括中國大陸偷渡犯）。移民署宜蘭收容所的官方英文譯名為
Yilan Immigration Detention Center。

## 歷史
宜蘭收容所於1992年7月1日由內政部自國防部承接收容及遣返工作，並交由內政部警政署辦理。2007年1月2日入出國及移民署成立，專責收容全臺各治安機關及移民署專勤隊所查獲之男、女大陸偷渡犯。2007年5月21日，開始收容查獲之非法及逾期停留之外國人。
原本宜蘭收容所分為第一及第二收容所：第一所位於羅東鎮，專責收容男性；第二所位於冬山鄉，專責收容女性。因第一所位於羅東車站附近，地方人士爭取遷移該所以利地方發展。移民署在擴建第二所之後，於2012年12月26日將第一所的收容人移往第二所收容，結束了第一所的25年歷史並於之後拆除。

## 參照
- 內政部移民署
- 非法移民
- 新竹收容所
- 高雄收容所

## 外部連結
- 走過「台灣錢淹腳目」年代 羅東靖廬難逃被拆命運走入歷史 自由時報 （页面存档备份，存于）
- 羅東靖廬建築物 見證大陸偷渡客寶島淘金歷史 宜蘭新聞網 （页面存档备份，存于）